# Sport Five
Lo Sport Five, noto anche come Sport Five Putignano per localizzare geograficamente la squadra sugli organi di stampa, è una squadra italiana di calcio a 5 costituita come società sportiva dilettantistica a responsabilità limitata, con sede a Putignano. Dalla stagione 2017-2018, la squadra non è iscritta ad alcun campionato, in quanto attiva esclusivamente nel settore giovanile.

## Storia
Nel 1992 la formazione di calcio a cinque putignanese, il C.S. La Quercia (numero di matricola 720.158, anzianità di affiliazione 27/10/1982) disputa il campionato regionale di serie C; con l'ingresso nella dirigenza di Massimo Sbiroli nel 1995-96 giunge la promozione in serie B, in quel momento seconda categoria del calcio a cinque nazionale con la vittoria nella finale contro il Villeneuve Barletta. Nel 1998 la società cambia il proprio nome in Sport Five Putignano, e ottiene la gestione di un proprio campo di calcio a 5. La società comincia a lavorare sul settore giovanile, ed a puntare fortemente sull'Under 21. Dal 2003, dopo un terzo posto, la società apre agli stranieri, inserendo prima 2 brasiliani, poi incrementando a 5, fino ad arrivare ad 8 negli ultimi anni.

### Stagione 2005-2006
La stagione 2005-06 la squadra approda in Serie A2, vincendo il girone D del campionato di serie B con due punti di vantaggio sul Modugno.

### Stagione 2006-2007
Nella stagione 2006-07, lo Sport Five Putignano disputa il suo primo campionato di A2 nel nuovo impianto PalaFive.

### Stagione 2007-2008

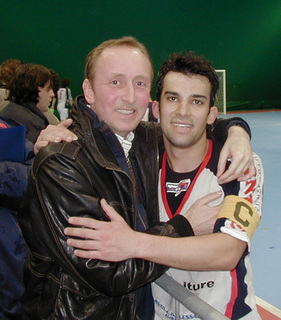
Il presidente Massimo Sbiroli con l'ex capitano Maoski

Durante la stagione 2007-08 viene a mancare il presidente Massimo Sbiroli, principale artefice dei successi societari, a lui viene intitolato poi il PalaFive. La stagione ha inizio con l'arrivo del nuovo allenatore David Ceppi dal Reggio Calcio a 5, con l'obiettivo dichiarato di raggiungere i play-off. Con Ceppi arrivano nuovi giocatori: dalla Pro Scicli arriva l'universale Rafael Teixeira, dal Forlì viene acquistato il centrale Leomar Padovan e dal Reggio Fininho. Durante il mercato di novembre vanno via il talentuoso Anderson De Mello (ceduto al Giovinazzo) e lo storico capitano Sandro D'aprile. In entrata c'è l'acquisto dell'universale Tiago Daga dal Belluno. Il 22/12/2007 con la vittoria sul Ceccano, la squadra raggiunge il 4º posto qualificandosi alla final eight di Coppa Italia di categoria. La squadra batte al primo turno il Domusdemaria ma esce sconfitta al secondo turno dal Cagliari. Il 21 aprile 2008 il tecnico perugino viene esonerato e sostituito da Corrado Napolitano, artefice della promozione in A2 nella stagione 2005-06. La stagione regolare si conclude a soli 3 punti dalla zona play-off. Da questa stagione l'emittente satellitare Puglia Channel trasmette in differita, le partite interne della squadra.

### Stagione 2008-2009

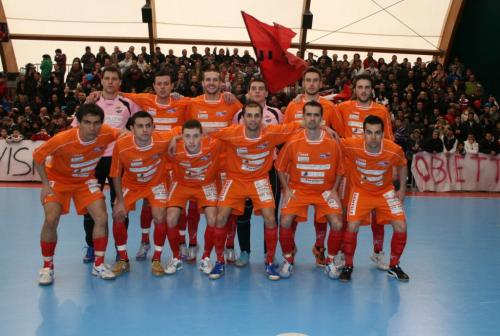
La formazione rosso-blu della stagione 2008/2009

Anche la stagione 2008-09 si apre con un "nuovo" allenatore: Corrado Napolitano, storico mister della società rosso-blu. Ad affiancarlo in qualità di vice-allenatore c'è un altro Putignanese: Massimo Monopoli. Nel ruolo di preparatore atletico: Francesco Masi, con trascorsi nel calcio a 5 e lo scorso anno, preparatore del Pallamano Conversano, partecipante al campionato di Serie A d'Elite massimo Campionato italiano maschile di pallamano.
Per quanto riguarda il parco giocatori, le cessioni sono cinque: il giovane portiere argentino Ernesto Cusenier ceduto al Saronno calcio a 5 (serie B/A); il centrale di difesa Marcelo Mittelman, anche lui argentino, ceduto al Biancazzurro Fasano in Serie B; Leomar Padovan, rivelazione della stagione precedente, segue Ceppi al Magione; il pivot brasiliano Victor Favalli, passato all'altra formazione putignanese: il CSG Putignano (serie B/D); infine il vice-allenatore/giocatore Riccardo Dalena, portiere, passato anche lui all'A.C. Biancazzurro Fasano calcio a 5.
Sul fronte acquisti, i nomi nuovi sono tre, di cui due provenienti dalla serie A: il portiere brasiliano Peres Renato e il laterale brasiliano Almir Rodrigues Leandro entrambi provenienti dalla Pro Scicli; dal Torino Calcio a 5 (Serie A2), l'universale Edu Dias. Il 6 gennaio 2009 lo Sport Five Putignano perde contro la capolista A.S.D. Napoli Vesevo Calcio a 5 e vede sfumare la seconda partecipazione consecutiva alla Final Eight di Coppa Italia della serie A2 chiudendo il girone di andata al 6º posto in classifica con 24 punti.
Intanto importanti novità giungono dal mercato di riparazione: in uscita i due cugini Ronaldo e Tiago Daga entrambi ceduti all'Assemini (serie A2/A), mentre in entrata vengono acquistati Clayton Matheus e Fernando Silveira entrambi dalla Pro Scicli (serie A).

### Stagione 2009-2010
Confermato Corrado Napolitano nel ruolo di allenatore e Massimo Monopoli nel ruolo di Vice-allenatore, l'unico volto nuovo nello staff tecnico è Vito Stoppa, preparatore atletico. Il mercato per la stagione 2009-10 si apre in uscita con il mancato rinnovo contrattuale del portiere Renato Peres e del capitano Marcelo Maoski (dopo 4 anni di permanenza) e la messa sul mercato di Rafael Moretto.
Il primo ingaggio è il portiere Kiko Marcos Bernardi, lo scorso anno al Giovinazzo (serie A2/B). A seguire arrivano tre giocatori: il centrale Thyago Piffer, la stagione precedente alla Pro Scicli (serie A), il laterale ventunenne Brasiliano Gomes Dos Santos Johnny dal massimo campionato di futsal brasiliano e sempre dal Brasile Maccari Blanco Jefferson, promettente laterale mancino classe 1989. Dopo questi quattro acquisti, arriva la quarta cessione: il centrale Rafael Teixeira viene ceduto in prestito al Verona Calcio a 5 (serie A2/A). Infine, il quinto e ultimo acquisto dello Sport Five Putignano è Thiago Cavalcante, pivot venticinquenne proveniente dallo Sporting Club Cagliari (serie A).
Il 2 luglio 2009, la società dello Sport Five Putignano decide di presentare presso la Divisione Calcio a 5 la domanda di ripescaggio in serie A.
Il 16 luglio, il consiglio direttivo della Divisione Calcio a 5 decide di ripescare nella massima serie il Kaos, respingendo così la società putignanese.
Il 15 maggio 2010 lo Sport Five batte il Casinò di Venezia nella finale play-off e ottiene la promozione in serie A, in un PalaFive gremito di gente e con gli ultras della Torcida che fanno da coreografia ad una splendida partita vinta per 5 a 1.Finalmente il sogno dell'amatissimo e mai dimenticato presidente Massimo Sbiroli si realizza.

### Stagione 2010-2011
Per la stagione 2010/2011 viene ingaggiato il Preparatore Atletico Rafael Cavenaghi in sostituzione del Prof. Vito Stoppa e per le categorie Under 21, Juniores ed Allievi viene ingaggiato il tecnico anconetano Lorenzo Morini, poi esonerato e sostituito in tutte e tre le categorie proprio da Cavenaghi, coadiuvato da Sebastiano Giannandrea. Per la Prima squadra vengono ceduti Cavalcante e Bachega per fine prestito, il portiere Bernardi per fine contratto alla Lazio e in prestito Clayton all'Acqua&Sapone prima e al Modugno dopo. Vengono ingaggiati il portiere Sant'Ana, il Pivot Manzali, e dall'Atiesse Noro Gomes e Adelmo Pereira, e viene ingaggiato un promettente brasiliano, William Rampon. Inoltre il rientrante dal prestito Genghi, Donato Sportelli, Francesco Gentile e Fabio Lattarulo che si aggregano alla prima squadra dall'Under 21. Nel mese di novembre il giocatore Bruno Alexandre Da Silva riceve la sua prima convocazione in nazionale Italiana.
Nella seconda sessione di mercato Il Promomedia Sportfive registra in entrata l'arrivo dal Latina di Raffaele Carotenuto e poi viene effettuata un'operazione di mercato con il Monopoli, con Luigi D'Ecclessiis e Giuseppe Genghi in uscita e l'arrivo del laterale Luca Leggiero. Il 29 dicembre 2010, nell'ultima giornata d'andata, grazie alla vittoria sul campo dell'A.T.S. Città di Quartu e alla sconfitta interna dell'Acqua e Sapone contro il Kaos lo Sport Five ottiene l'ottavo posto in classifica che gli permetterà di disputare le Final Eight di Coppa Italia, che si sono svolte a Padova dal 10 al 13 marzo 2011, nella competizione lo Sport Five viene sorteggiato contro la Marca Futsal, team campione in carica della Coppa Italia e grande favorito per la vittoria finale anche quest'anno; malgrado ciò lo Sport Five mette in grossa difficoltà i bianconeri subendo i gol solo nel finale di match, uscendo sconfitto a testa alta per 2-0. La squadra raggiunge anche i play-off scudetto, ma perderà i primi due match contro la Marca. Il mister Massimo Monopoli lascia la sua amata squadra, rilasciando questa intervista: "La penso un po' come Josep Guardiola, l'allenatore del Barcellona, quando dice che facendo l'allenatore non si può restare a lungo in un posto. Credo infine che sia stato il momento più giusto per lasciare lo Sport Five, dopo questa stagione, nella quale non solo abbiamo centrato l'obiettivo salvezza ma siamo arrivati in Final Eight di Coppa Italia e ai play-off scudetto, per non parlare dei due anni in cui ho guidato l'Under 21 durante i quali non sapevamo cosa fosse il secondo posto. Sono soddisfatto del lavoro fatto qui, ma sono anche consapevole di dover imparare ancora tanto”. Nel mese di giugno il monopolitano Luca Leggiero riceve la convocazione in Nazionale, merito soprattutto della grande prestazione durante la gara di andata disputata nella gara di play-off contro la Marca Futsal, ma purtroppo si farà male proprio in ritiro con gli azzurri.

### Stagione 2011-2012
Dopo le dimissioni di Mister Monopoli, la società per dare un segno di continuità al progetto iniziato la precedente stagione opta per una soluzione interna, promuovendo allenatore Rafael Cavenaghi, già allenatore in seconda della squadra e responsabile del settore giovanile dopo l'esonero di Lorenzo Morini. Sono ceduti Adelmo Pereira (al LC Five Martina), Rampon (in prestito al Fuente Foggia), Carotenuto alla Civis Colleferro, Manzali (rientrato alla Lazio per fine prestito) e Noro (al Potenza). Per sostituirli sono acquistati Zé Renato (dal Città del Golfo), Thiago Costa (dal Club Deportivo de Guarapuava ma con lunghi trascorsi italiani con le maglie di Terni, Cagliari, Napoli Barrese e Verona e Gustavo Menini dal Pescara. Dalle due società di Conversano (rispettivamente Aiace e Azzurri) arrivano anche Paolo Rotondo e Alessio Detomaso. Le notizie positive nel corso della stagione riguardano le convocazioni in Nazionale di Luca Leggiero, mentre a livello societario si registrano contrasti e divergenze con il Comune sul tema del palazzetto nuovo, vista l'approvazione della norma che eliminerà le tensostrutture (come il Palafive) dalla massima serie.
Nella sessione invernale del mercato salutano dopo pochi mesi Thiago Costa e Ze Renato, entrambi per accasarsi in A2: il primo passa al PesaroFano mentre il secondo all'Acireale. Viene acquistato invece dall'Azzurri Conversano il laterale Fabrizio Sciannamblo.
La squadra riesce per il secondo anno consecutivo a conquistare l'accesso alle Final Eight scudetto grazie alla vittoria nel derby contro il Bisceglie. Nelle settimane precedenti alla gara 1 contro la Luparense Detomaso lascia la squadra per delle divergenze con la società.
Il 5 maggio 2012 al PalaWojtyla di Martina Franca il Putignano Sport Five vince per 4-1 contro la Luparense, interrompendone la striscia positiva iniziata il 20 novembre 2011 e costringendo i lupi (poi laureatisi campioni d'Italia) alla gara 3.

### Stagione 2012-2013
A causa del disimpegno di alcuni sponsor, per la nuova stagione la società è costretta a un ridimensionamento, decidendo di puntando su giocatori italiani, come il rientrante D'Ecclesiis e Andrea Rotondo oltre ai già presenti Paolo Rotondo, Detomaso e Leggiero. Viene ceduto Piffer, e presi anche Santy Vargas, spagnolo (poi scapperà per problemi personali nell'autunno 2012), Nilson da Silva, e Lucas Vizonan; ceduto anche Menini, per quanto riguarda la panchina, dopo l'annunciato addio di Cavenaghi, preso l'ex giocatore tra le altre proprio dello Sport Five Francesco Chiaffarato.
La squadra inizia la stagione a sorpresa con delle sconfitte, spesso causa anche di episodi e sfortuna, rimanendo a 0 punti fino alla riapertura del mercato quando, vista la situazione economica, vengono ceduti tutti i giocatori: Bruno e Leggiero passano all'Acqua&Sapone ceduto anche Santana in serie B, Nilson in Brasile, Detomaso e Andrea Rotondo tornano al Conversano, mentre Paolo va al Verona rimanendo quindi con il solo Vizonan più la squadra composta dai ragazzi dell'Under 21; anche in panchina avvicendamento: fuori Chiaffarato, dispiaciuto per la situazione, e dentro il già Vice Allenatore Seba Giannandrea. La squadra viene comunque sostenuta dai tifosi e dalle altre squadre di A, che apprezzano lo sforzo di ragazzi impegnati in una realtà totalmente al di fuori della loro. Lo Sport Five chiude il campionato con la retrocessione e 0 punti in classifica, ma mette in mostra giovani interessanti come Pagliarulo, Lattarulo e Gigante, che successivamente verrà convocato nella Nazionale Italiana Under 21 di Calcio a 5, oltre al brasiliano Vizonan, leader e goleador della squadra.

### L'attività giovanile
Nella stagione successiva lo Sport Five non si iscrive a nessun campionato, concentrandosi sul potenziamento del Settore Giovanile e della Scuola Calcio a 5 qualificata con la prospettiva futura di riproporre una Prima Squadra formata da soli calcettisti provenienti dalla propria base.
Alla conduzione tecnica delle formazioni Juniores e Allievi viene ingaggiato una vecchia conoscenza dello Sport Five come Massimo Monopoli, nella precedente stagione alla guida della selezione pugliese finalista del Torneo delle Regioni nella categoria Allievi. Nella stagione seguente, Nico Mastrogiacomo subentra alla guida della formazione Juniores a Massimo Monopoli, che lascia per accasarsi presso l'Ita Salandra. È un'ottima annata per le formazioni giovanili: oltre alla più che ben avviata Scuola Calcio a 5 qualificata, i Giovanissimi raggiungono la finale regionale mentre gli Allievi centrano il secondo posto nel proprio girone grazie alla miglior difesa; gli Juniores infine chiudono il proprio campionato con un positivo quarto posto. Nella stagione 2015-15 la società annuncia il ritorno nelle categorie senior, concretizzata dall'iscrizione di una squadra al campionato di Serie C2.

## Cronistoria
| Cronistoria dello Sport Five |
| --- |
| - 1992 · Acquisizione del titolo sportivo dello Sporting Club Grotte e fondazione del C.S. La Quercia. - 1992-93 · ? in Serie C Puglia. - 1993-94 · ? nel girone ? di Serie B. - 1994-95 · ? nel girone ? di Serie B. - 1995-96 · ? in Serie C Puglia. Promossa in Serie B. Vince i play-off promozione. - 1996-97 · ? nel girone ? di Serie B. - 1997-98 · 15ª nel girone D di Serie B. Retrocessa in Serie B, viene ripescata. 2ª fase di Coppa Italia. - 1998-99 · 4ª nel girone E di Serie B. - 1999 · Assume la denominazione Sport Five Putignano. - 1999-00 · 9ª nel girone D di Serie B. Vince i play-out. - 2000-01 · 11ª nel girone E di Serie B. Retrocessa in Serie C. - 2001-02 · ? in Serie C Puglia. Promossa in Serie B. Vince i play-off promozione. Vince la Coppa Italia regionale (1º titolo). - 2002-03 · 4ª nel girone D di Serie B. - 2003-04 · 7ª nel girone D di Serie B. 1ª fase di Coppa Italia di Serie B. - 2004-05 · 5ª nel girone D di Serie B. - 2005-06 · 1ª nel girone D di Serie B. Promossa in Serie A2. - 2006-07 · 7ª nel girone B di Serie A2. - 2007-08 · 6ª nel girone B di Serie A2. Semifinalista di Coppa Italia di Serie A2. - 2008-09 · 2ª nel girone B di Serie A2. Quarti di finale play-off promozione. - 2009-10 · 2ª nel girone B di Serie A2. Promossa in Serie A. Vince i play-off promozione. Quarti di finale di Coppa Italia di Serie A2. - 2010-11 · 8ª in Serie A. Quarti di finale play-off scudetto. Quarti di finale di Coppa Italia. - 2011-12 · 8ª in Serie A. Quarti di finale play-off scudetto. Quarti di finale di Coppa Italia. - 2012-13 · 14ª in Serie A. Retrocessa in Serie A2. - 2013-15 · Attiva nel solo settore giovanile e scolastico. - 2015-16 · 12ª nel girone B di Serie C2 Puglia. - 2016-17 · 10ª nel girone B di Serie C2 Puglia. - 2017-18 · Attiva nel solo settore giovanile e scolastico. |

## Colori e simbolo
I colori della maglia dello Sport Five sono il rosso e il blu. Il simbolo è una lettera S che nella forma ricorda un 5.

## Strutture

### Palazzetto
Il Putignano, gioca le partite casalinghe al PalaFive "Massimo Sbiroli" di Putignano.

## Società

### Organigramma
- Presidente: Pier Francesco Sbiroli
- Vice Presidente: Valerio Giosuè Sbiroli
- Segretario: Fabrizio Bianco
- Responsabile Logistica: Albino Decataldo
- Dirigente: Elia Angelini
- Dirigente: Stefano Laterza
- Dirigente: Francesco Pagliarulo
- Responsabile Palafive: Clemente Michele Cosacco

## Statistiche e record
| Livello | Categoria | Partecipazioni | Debutto   | Ultima stagione | Totale |
| ------- | --------- | -------------- | --------- | --------------- | ------ |
| 1º      | Serie A   | 3              | 2010-2011 | 2012-2013       | 3      |
| 2º      | Serie B   | 4              | 1993-1994 | 1997-1998       | 8      |
| 2º      | Serie A2  | 4              | 2006-2007 | 2009-2010       | 8      |
| 3º      | Serie C   | 2              | 1992-1993 | 1995-1996       | 9      |
| 3º      | Serie B   | 7              | 1998-1999 | 2005-2006       | 9      |
| 4º      | Serie C   | 1              | 2001-2002 | 2001-2002       | 1      |
| 5º      | Serie C2  | 2              | 2015-2016 | 2016-2017       | 2      |

## Palmarès

### Competizioni nazionali
- Campionato di serie B:1
  - 2005-06

## Organico

### Rosa 2012/2013
| N° | Naz.               | Ruolo | Sportivo              | Anno |  |  |
| -- | ------------------ | ----- | --------------------- | ---- |  |  |
|    | Italia (bandiera)  | POR   | vittoria polignano    |      |  |  |
|    | Italia (bandiera)  | POR   | Gigi Pagliarulo       |      |  |  |
|    | Italia (bandiera)  | POR   | Giuseppe L'abbate     |      |  |  |
|    | Brasile (bandiera) | PIV   | Lucas Vizoran Ferrera |      |  |  |
|    | Italia (bandiera)  | LAT   | Vanni Detomaso        |      |  |  |
|    | Italia (bandiera)  | PIV   | Giuseppe Manghisi     |      |  |  |
|    | Italia (bandiera)  | PIV   | Gigi Gigante          |      |  |  |
|    | Italia (bandiera)  | DIF   | Alessio Mirizzi       |      |  |  |
|    | Italia (bandiera)  | LAT   | Daniele Mirizzi       |      |  |  |
|    | Italia (bandiera)  | UNI   | ?                     |      |  |  |
|    | Italia (bandiera)  | UNI   | Dario Giannandrea     |      |  |  |
|    | Italia (bandiera)  | UNI   | Piero Troilo          |      |  |  |
|    | Italia (bandiera)  |       | Christian Caracciolo  |      |  |  |
|    | Italia (bandiera)  | UNI   | Luigi Gigante         |      |  |  |
|    | Italia (bandiera)  | UNI   | Vincenzo Pace         |      |  |  |
|    | Italia (bandiera)  | UNI   | Alessandro Miccolis   |      |  |  |
|    | Italia (bandiera)  | UNI   | Dario Giannandrea     |      |  |  |

### Staff tecnico
- Medico sociale: Dott. Giacomo Caruso
- Tecnici Scuola Calcio a 5: Federico Giancarlo Belviso , Gregorio Mignozzi
- Allenatore Giovanissimi: Gregorio Mignozzi
- Allenatore Allievi: Federico Giancarlo Belviso
- Allenatore Juniores: Nico Mastrogiacomo
- Preparatore dei Portieri Allievi-Juniores: Gianluigi Pagliarulo
- Responsabile Area Fisica: Federico Giancarlo Belviso
- Dietista: Dott. Alessandro Nitti
- Odontoiatri: Dott. Nicola Impedovo e Dott.ssa Silvia Nardelli
- Responsabile Scuola Calcio a 5 Adulti: Federico Giancarlo Belviso

## Curiosità

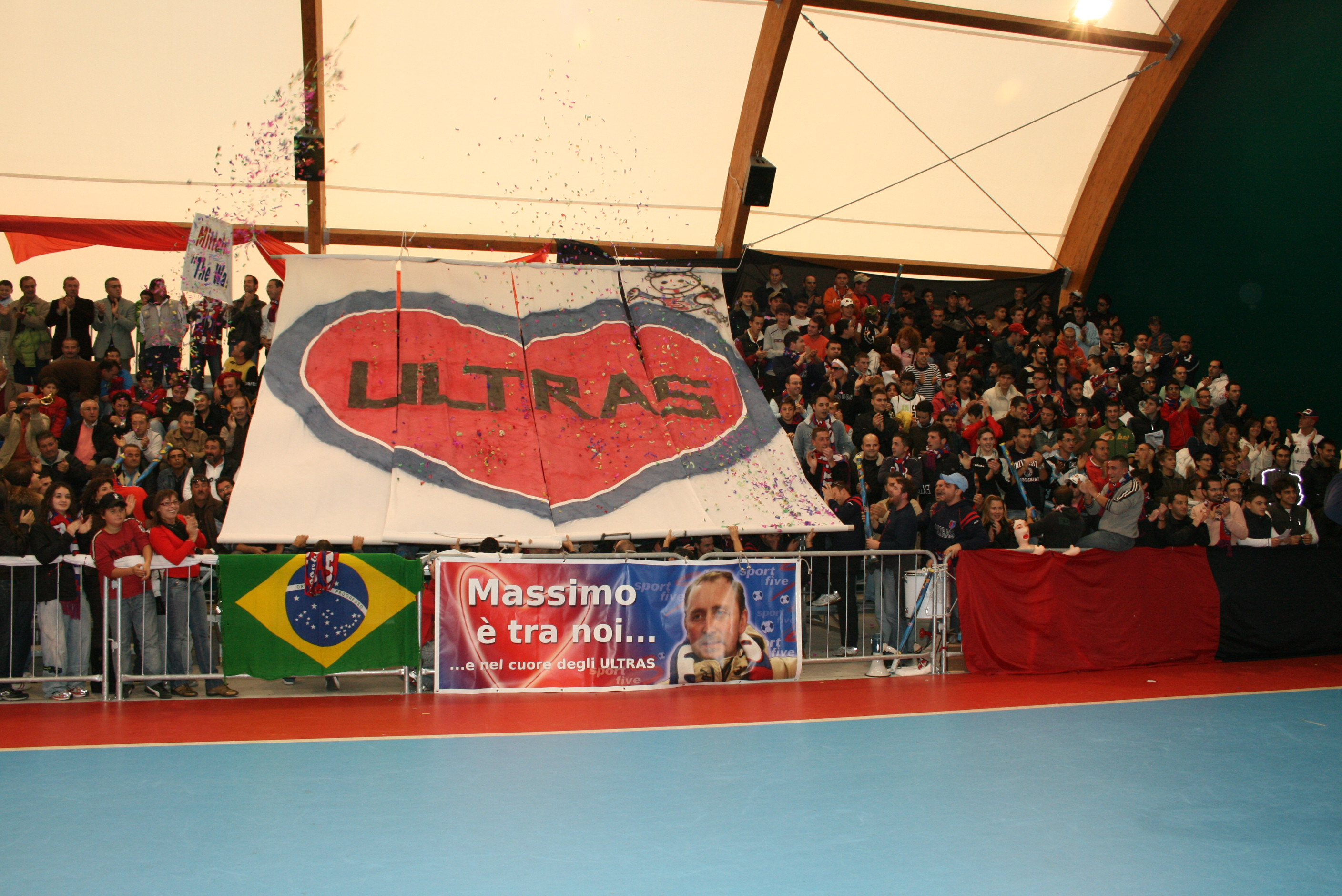
La Torçida Rosso-Blu in una gara interna.

La Torçida Rosso-Blu è il gruppo di tifosi organizzati che segue lo Sport Five Putignano. Si scioglie poco dopo l'inizio del Campionato della retrocessione 2012/2013.
Per la stagione 2010/2011, la prima in A, i Deejay Gigi Fuiano e Giuseppe Laera preparano un inno per la squadra, chiamato "Cuore Rosso Blu"